# Лядинская волость
Лядинская во́лость — волость в составе Каргопольского уезда Олонецкой губернии.

## Общие сведения
Волостное правление располагалось в селении Дудкинская (Дьякова).
В состав волости входило одно сельское общество, включающее 7 деревень:
- Лядинское общество

На 1890 год численность населения волости составляла 1353 человека.
На 1905 год численность населения волости составляла 1471 человек. В волости насчитывалось 221 лошадь, 290 коров и 612 голов прочего скота.
В ходе реформы административно-территориального деления СССР в 1927 году волость была упразднена. 
В настоящее время территория Лядинской волости относится в основном к Каргопольскому району Архангельской области.